# Nik & Jay

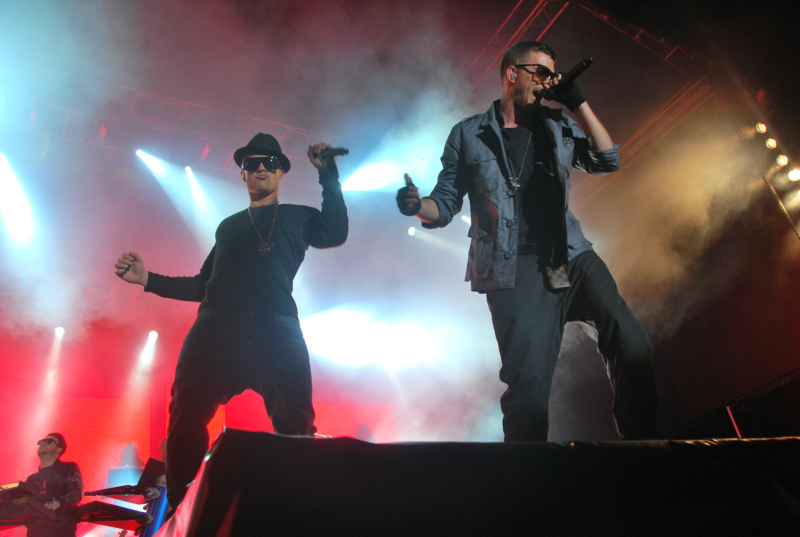
Nik & Jay (2010)

Nik & Jay är en dansk hiphop/pop-grupp från Værløse, som rappar och sjunger främst på danska men även på engelska. Gruppen består av Niclas Genckel Petersen, född 8 november 1980 och Jannik Brandt Thomsen, född 16 juni 1981. Gruppen är välkänd i Danmark och har över 400.000 sålda exemplar.
De största tidiga hitsen är bland annat En dag tilbage, Strip, Kan du høre hende synge, Lækker och Boing. 
Nik och Jay möttes redan på den tiden de skatade i Værløse. De båda har medverkat i tidigare grupper och band, som gitarrister och/eller sångare, men deras största framgångar har de haft tillsammans kända som Nik & Jay. Det sägs även vara så att 97 % av Danmarks befolkning känner till duon. 
Nik & Jay är del i en produktions-sällskap vid namn Nexus Music. Där finns producenterna Jon Andersson Ørom och Johannes Jules Wolfson, pop-sångaren och hawaiianen Joey Moe med flera.
Tillsammans med Jon & Jules (i hiphop-kretsar tidigare kända från gruppen USL) skriver Nik & Jay sina låtar och det var även med deras hjälp de startade sin karriär 2002. 
Sedan dess har gruppen gett ut tre album, Nik & Jay, 2 och Fresh, Fri, Fly, plus ett flertal singlar, men även De Største från 2009 som är ett samlingsalbum med vissa nya låtar.
- 2011 – Nik & Jay
- 2004 – 2
- 2006 – 3:Fresh, fri, fly
- 2011 – Engle eller dæmoner